# 尾上多見蔵 (初代)
初代 尾上多見蔵（しょだい おのえ たみぞう、宝暦4年〈1754年〉- 没年不明）とは、江戸時代の歌舞伎役者。屋号は音羽屋、俳名は幸朝。

## 来歴
京の生れで、はじめ花染皆之丞の門人花染民蔵と名乗り、宝暦13年 (1763年) 京の子供芝居に出るが、一時役者を引退する。その後初代尾上菊五郎の門人となって尾上健蔵と改名。明和6年（1769年）江戸に下り、同年11月市村座で尾上民蔵と名乗る。若女形であった。安永8年（1779年）8月、尾上多見蔵と名乗るが翌年「民蔵」に戻り、仙台に行く。天明元年（1781年）上方に戻り再び「多見蔵」を名乗る。天明7年11月大坂の舞台に出て以降、消息不明となっている。